# Atopomyrmex
Atopomyrmex is een geslacht van mieren uit de subfamilie Myrmicinae.

## Soorten
De volgende drie soorten worden tot het geslacht Atopomyrmex gerekend:
- Atopomyrmex calpocalycola Snelling, 1992
- Atopomyrmex cryptoceroides Emery, 1892
- Atopomyrmex mocquerysi André, 1889